# Adalbert-Clausius-Schanze
Die Adalbert-Clausius-Schanze, auch bekannt unter dem Namen Spessartschanze, war eine Skisprungschanze in Heigenbrücken im unterfränkischen Landkreis Aschaffenburg. 

## Geschichte
Die Schanze diente zwischen 1954 und 1968 dem Skispringen. Die Einweihung war am 25. Februar 1954; das letzte Sportereignis fand nach 17 Springen im Jahre 1968 statt. Sie liegt im Winterloch, einem Nordhang bei Heigenbrücken im Spessart. Der Schanzentisch lag auf einem Höhenniveau von ca. 400 m üdM.
Bei einem K-Punkt von 35 m gehörte sie zu den kleinsten Klassen der Sprungschanzen. Bis zu 5000 Zuschauer sollen zum Eröffnungsskispringen 1954 gekommen sein. Der Österreicher Sepp Grill (Bad Mitterndorf/Salzburger Land) hielt den Schanzenrekord mit 38 m.
Nach dem letzten Springen wurden keine Pflegemaßnahmen durchgeführt. Obwohl die in sich zusammengesunkene Konstruktion als solche noch erkennbar ist, gilt die Schanze als „abgerissen“.
Eine Wiedererrichtung ist nicht möglich, da die Aufsprungzone durch einen Feldweg durchschnitten wird. Im Auslauf wurden Bäume gepflanzt. Wie bei vielen kleinen Sportanlagen waren die Besitzverhältnisse der Infrastruktur nicht geklärt.

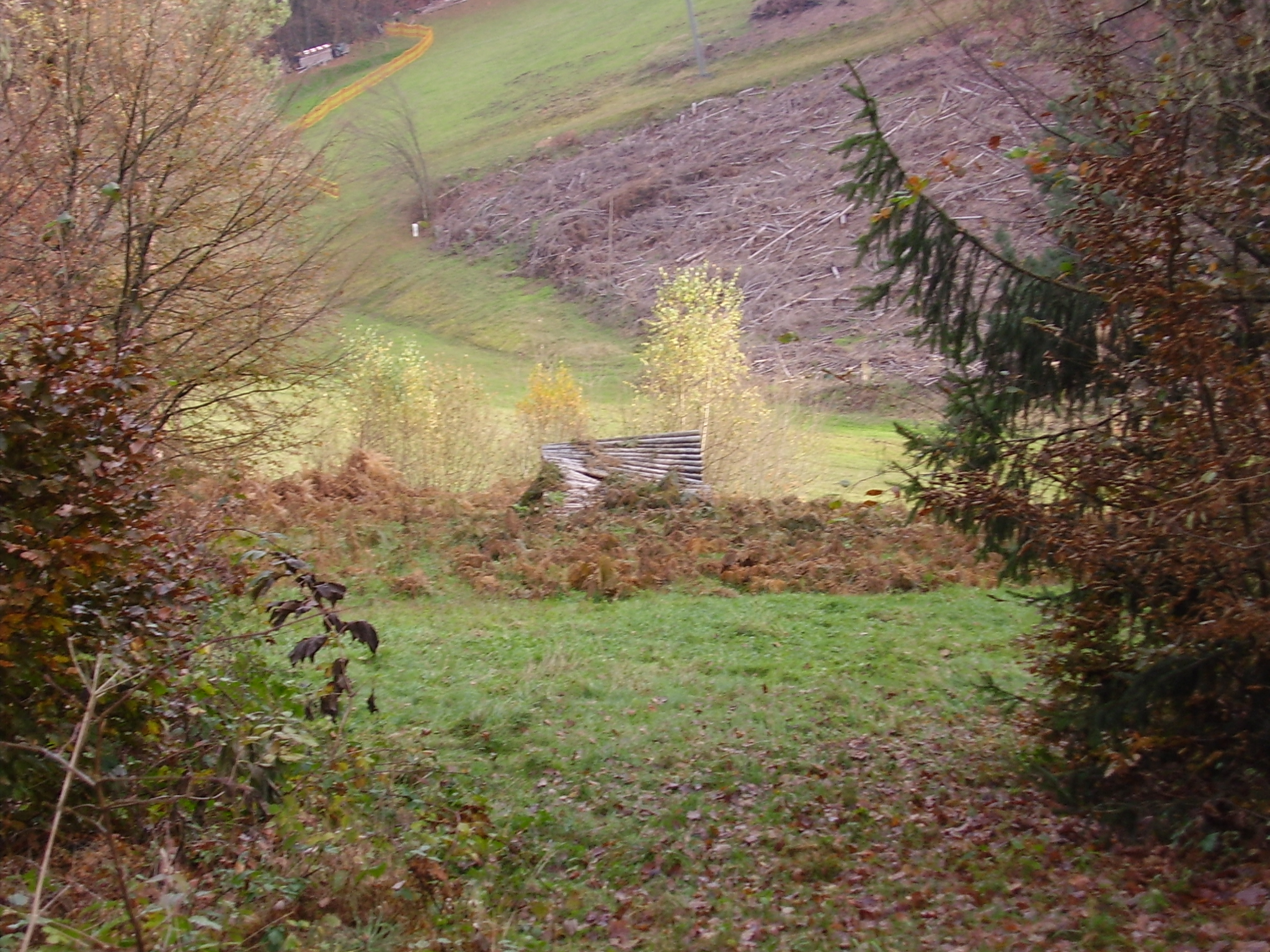
Ehemaliger Anlauf und Schanzentisch